# Lukáš Provod
Lukáš Provod (Pilsen, 23 oktober 1996) is een Tsjechisch voetballer die doorgaans als linksbuiten speelt. Hij verruilde FC Viktoria Pilsen in januari 2020 voor Slavia Praag. Provod debuteerde in 2020 in het Tsjechisch voetbalelftal.

## Clubcarrière
Provod speelde in de jeugd van FC Viktoria Pilsen, maar debuteerde nooit voor die club. Hij werd tussen juli 2016 en juni 2018 twee seizoenen verhuurd aan FK Baník Sokolov uit de tweede Tsjechische divisie. Daarna keerde hij terug bij Viktoria Pilsen, maar het bleef bij speelminuten bij het tweede elftal. Voor de tweede helft van het seizoen 2018/19 werd Provod verhuurd aan SK Dynamo České Budějovice, waar hij met vier doelpunten in twintig wedstrijden een aandeel had in het kampioenschap op het tweede niveau en de daarbij behorende promotie. In september 2019 werd Provod opnieuw verhuurd door Viktoria Pilsen, ditmaal aan topclub Slavia Praag. In januari 2020 werd de verbintenis definitief en transfereerde Provod voor €770.000,- naar Slavia, waarmee hij in 2020 en 2021 kampioen werd.

## Interlandcarrière
Provod speelde in 2017 voor Tsjechië onder 20 en Jong Tsjechië. Hij maakte voor Jong Tsjechië een doelpunt in de EK-kwalificatiewedstrijd tegen Jong Moldavië. Op 4 september 2020 debuteerde Provod voor het Tsjechisch voetbalelftal in een UEFA Nations Leaguewedstrijd tegen Slowakije. Hij viel die dag in voor Jakub Jankto. Door een COVID-19-uitbraak binnen de selectie moest Provod met het gehele Tsjechische team na zijn debuutwedstrijd in quarantaine.
Op 27 maart 2021, in zijn zesde interland, maakte Provod zijn eerste interlanddoelpunt. Dit was de gelijkmakende 1–1 in een WK-kwalificatieduel tegen FIFA-wereldranglijstaanvoerder België. Door een blessure miste Provod in de zomer van 2021 het uitgestelde EK 2020.
| Interlands van Lukáš Provod voor Tsjechië | Interlands van Lukáš Provod voor Tsjechië | Interlands van Lukáš Provod voor Tsjechië | Interlands van Lukáš Provod voor Tsjechië | Interlands van Lukáš Provod voor Tsjechië | Interlands van Lukáš Provod voor Tsjechië |
| No.                                       | Datum                                     | Wedstrijd                                 | Uitslag                                   | Competitie                                | Bijz.                                     |
| Als speler van Slavia Praag               | Als speler van Slavia Praag               | Als speler van Slavia Praag               | Als speler van Slavia Praag               | Als speler van Slavia Praag               | Als speler van Slavia Praag               |
| ----------------------------------------- | ----------------------------------------- | ----------------------------------------- | ----------------------------------------- | ----------------------------------------- | ----------------------------------------- |
| 1                                         | 4 september 2020                          | Slowakije – Tsjechië                      | 1 – 3                                     | UEFA Nations League                       |                                           |
| 2                                         | 7 oktober 2020                            | Cyprus – Tsjechië                         | 1 – 2                                     | Vriendschappelijk                         |                                           |
| 3                                         | 11 oktober 2020                           | Israël – Tsjechië                         | 1 – 2                                     | UEFA Nations League                       |                                           |
| 4                                         | 14 oktober 2020                           | Schotland – Tsjechië                      | 1 – 0                                     | UEFA Nations League                       |                                           |
| 5                                         | 24 maart 2021                             | Estland – Tsjechië                        | 2 – 6                                     | WK 2022 kwalificatie                      |                                           |
| 6                                         | 27 maart 2021                             | Tsjechië – België                         | 1 – 1                                     | WK 2022 kwalificatie                      | Goal                                      |
| 7                                         | 30 maart 2021                             | Wales – Tsjechië                          | 1 – 0                                     | WK 2022 kwalificatie                      |                                           |
| 8                                         | 27 september 2022                         | Zwitserland – Tsjechië                    | 2 – 1                                     | UEFA Nations League                       |                                           |
| 9                                         | 17 juni 2023                              | Faeröer – Tsjechië                        | 0 – 3                                     | EK 2024 kwalificatie                      |                                           |
| 10                                        | 20 juni 2023                              | Montenegro – Tsjechië                     | 1 – 4                                     | Vriendschappelijk                         | Goal                                      |

## Erelijst
SK Dynamo České Budějovice
- Fotbalová národní liga

2018/19
 Slavia Praag
- Landskampioen

2019/20, 2020/21
- Beker van Tsjechië

2020/21, 2022/23
Individueel
- UEFA Europa League Team van het Seizoen

2020/21